# Yugawaralith
Yugawaralith ist ein selten vorkommendes Mineral aus der Mineralklasse der „Silikate und Germanate“ mit der chemischen Zusammensetzung Ca[Al2Si6O16]·4H2O und damit chemisch gesehen ein wasserhaltiges Calcium-Aluminium-Silikat. Strukturell gehört Yugawaralith zur Familie der Zeolithe innerhalb der Abteilung der Gerüstsilikate.
Yugawaralith kristallisiert im monoklinen Kristallsystem und entwickelt meist tafelige Kristalle von bis zu acht Zentimetern Länge, die oft in Gruppen nahezu parallel angeordneter Kristalltafeln angeordnet sind. In reiner Form ist Yugawaralith farblos und durchsichtig mit glasähnlichem Glanz auf den Oberflächen. Durch vielfache Lichtbrechung aufgrund von Gitterbaufehlern oder polykristalliner Ausbildung kann er aber auch weiß erscheinen, wobei die Transparenz entsprechend abnimmt.

## Etymologie und Geschichte
Erstmals entdeckt wurde Yugawaralith 1930 in den von Thermalquellen durchströmten, Andesitischen Gesteinen in der Umgebung von Yugawara (Präfektur Kanagawa) auf der japanischen Insel Honshū und beschrieben 1952 durch Kin-Ichi Sakurai (1912–1993) und A. Hayashi, die das Mineral nach seiner Typlokalität und dem altgriechischen Wort λίθος lithos für „Stein“ benannten. Zusammengesetzt bedeutet der Name also „Stein aus Yugawara“.
Das Typmaterial des Minerals wird im Nationalmuseum Tokio in Japan, der Mines ParisTech (École des mines de Paris) in Frankreich sowie im National Museum of Natural History in Washington, D.C. in den USA (Katalog-Nr. 106164, 106931) aufbewahrt.

## Klassifikation
Bereits in der veralteten 8. Auflage der Mineralsystematik nach Strunz gehörte der Yugawaralith zur Mineralklasse der „Silikate und Germanate“ und dort zur Abteilung der „Gerüstsilikate (Tektosilikate)“, wo er zusammen mit Gismondin, Harmotom sowie den hier noch als jeweils ein Mineral geltenden Garronit und Phillipsit die „Gismondin-Phillipsit-Gruppe“ mit der System-Nr. VIII/F.13 innerhalb der Zeolith-Familie bildete.
Im zuletzt 2018 überarbeiteten und aktualisierten Lapis-Mineralienverzeichnis nach Stefan Weiß, das sich aus Rücksicht auf private Sammler und institutionelle Sammlungen noch nach dieser alten Form der Systematik von Karl Hugo Strunz richtet, erhielt das Mineral die System- und Mineral-Nr. VIII/J.25-90. In der „Lapis-Systematik“ entspricht dies ebenfalls der Abteilung „Gerüstsilikate“, wo Yugawaralith zusammen mit Amicit, Flörkeit, Garronit-Ca, Garronit-Na, Gismondin, Gobbinsit, Harmotom, Martinandresit, Merlinoit, Montesommait, Phillipsit-Ca, Phillipsit-K und Phillipsit-Na eine eigenständige, aber unbenannte Untergruppe innerhalb Gruppe der Blätterzeolithe bildet.
Die von der International Mineralogical Association (IMA) zuletzt 2009 aktualisierte 9. Auflage der Strunz’schen Mineralsystematik ordnet den Yugawaralith ebenfalls in die Abteilung der „Gerüstsilikate (Tektosilikate) mit zeolithischem H2O; Familie der Zeolithe“ ein. Diese ist allerdings weiter unterteilt nach der Gerüststruktur, so dass das Mineral entsprechend seinem Aufbau in der Unterabteilung „Ketten von einfach verbundenen Vierer-Ringen“ zu finden ist, wo es als einziges Mitglied die unbenannte Gruppe 9.GB.15 bildet.
Auch die vorwiegend im englischen Sprachraum gebräuchliche Systematik der Minerale nach Dana ordnet den Yugawaralith in die Klasse der „Silikate und Germanate“ und dort in die Abteilung der „Gerüstsilikate: Zeolith-Gruppe“ ein. Hier ist er zusammen mit Brewsterit-Sr, Brewsterit-Ba, Goosecreekit und Roggianit in der Gruppe „Brewsterit und verwandte Arten“ mit der System-Nr. 77.01.07 innerhalb der Unterabteilung der „Echten Zeolithe“ zu finden.

## Kristallstruktur
Yugawaralith kristallisiert monoklin in der Raumgruppe Pc (Raumgruppen-Nr. 7) mit den Gitterparametern a = 6,73 Å; b = 14,00 Å; c = 10,07 Å und β = 111,1° sowie zwei Formeleinheiten pro Elementarzelle.
Die Kristallstruktur von Yugawaralith enthält Baueinheiten aus SiO4- und AlO4-Tetraedern, die untereinander zu vier- und fünfgliedrigen Ringen parallel (100) und über weitere viergliedrige Ringe ungefähr senkrecht zu (100) miteinander verbunden sind. Zusammen bildet der Ringverband ein Gerüstwerk mit Kanälen aus achtgliedrigen Ringen parallel der a- und c-Achse. Die achtfach koordinierten Natriumionen sind an den Knotenpunkten eingebunden und das enthaltene Kristallwasser in den Kanälen eingelagert.

## Eigenschaften
Yugawaralith ist piezoelektrisch und pyroelektrisch, reagiert also auf periodisch wechselnde Druck- und Temperaturänderungen mit dem Aufbau einer elektrischen Spannung.

## Bildung und Fundorte

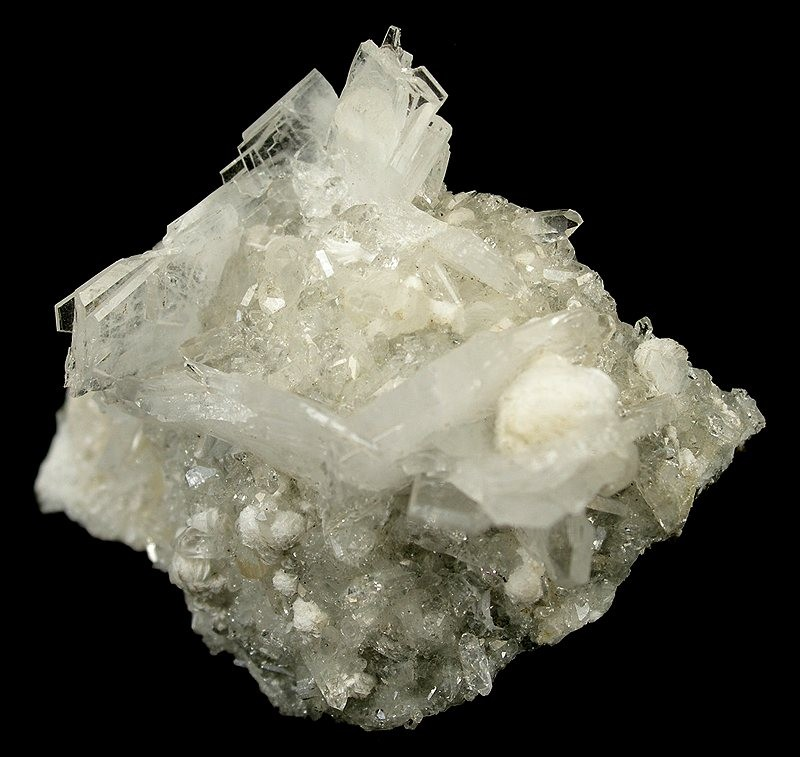
Yugawaralith (tafelig, oben und Mitte), Gyrolith (kugelig, weiß, rechts) und Quarz (unten) aus dem Steinbruch Khandivali, Distrikt Mumbai City, Indien (Größe: 5,2 cm × 4,0 cm × 3,4 cm)

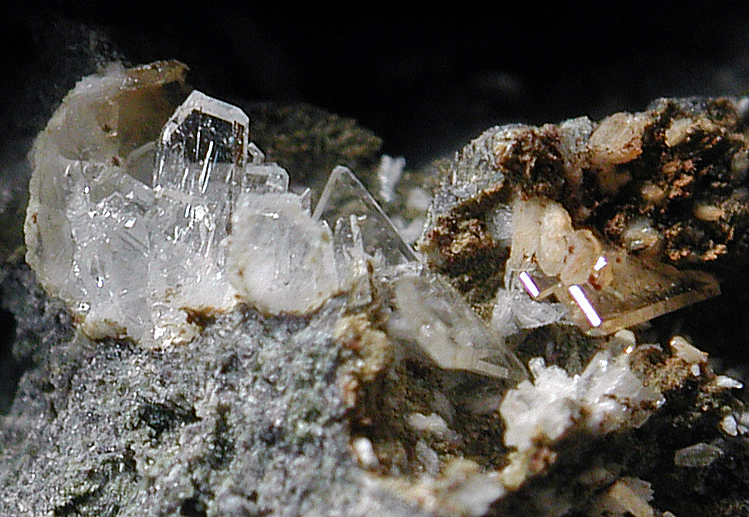
Farblose Yugawaralithkristalle auf Basalt aus Cilaos, französisches Überseedépartement Réunion (Sichtfeld 3 mm)

Yugawaralith bildet sich hydrothermal und findet sich daher meist als Riss- und Adernfüllung sowie als Hohlraumfüllung in Geoden in aktiven, geothermalen Gebieten. Begleitminerale sind andere Minerale der Zeolithgruppe und allgemein Silikate wie unter anderem Gyrolith, Okenit und Prehnit, aber auch Quarz und/oder Calcit.
Als seltene Mineralbildung konnte Yugawaralith nur an wenigen Fundorten nachgewiesen, wobei bisher (Stand 2014) rund 40 Fundorte als bekannt gelten. Neben seiner Typlokalität Yugawara trat das Mineral in Japan noch in der Gold- und Silbergrube „Seikoshi“ nahe Toi-cho (Präfektur Shizuoka), bei Okiura/Kuroishi (Präfektur Aomori) und im Geothermalfeld um den Vulkan Onikobe (Präfektur Miyagi) auf Honshū sowie bei Nukabira/Obihiro (Unterpräfektur Tokachi) auf Hokkaidō zutage.
Bekannte Fundorte für gut ausgebildete Yugawaralith-Kristallstufen sind unter die Steinbrüche um Malad und Mumbai im Distrikt Mumbai City im indischen Bundesstaat Maharashtra und der Yellow Lake bei Olalla in der kanadischen Provinz British Columbia.
Weitere Fundorte liegen unter anderem in Argentinien, Island, Italien, Neuseeland, Réunion, der Ukraine, Ungarn und den Vereinigten Staaten von Amerika.

## Verwendung
Yugawaralith hat bisher keine besondere Bedeutung als Rohstoff oder zur kommerziellen Nutzung als Schmuckstein. Gelegentlich wird er aber für Sammler in verschiedenen Schliffformen angeboten.